# Poganowo-Ikone

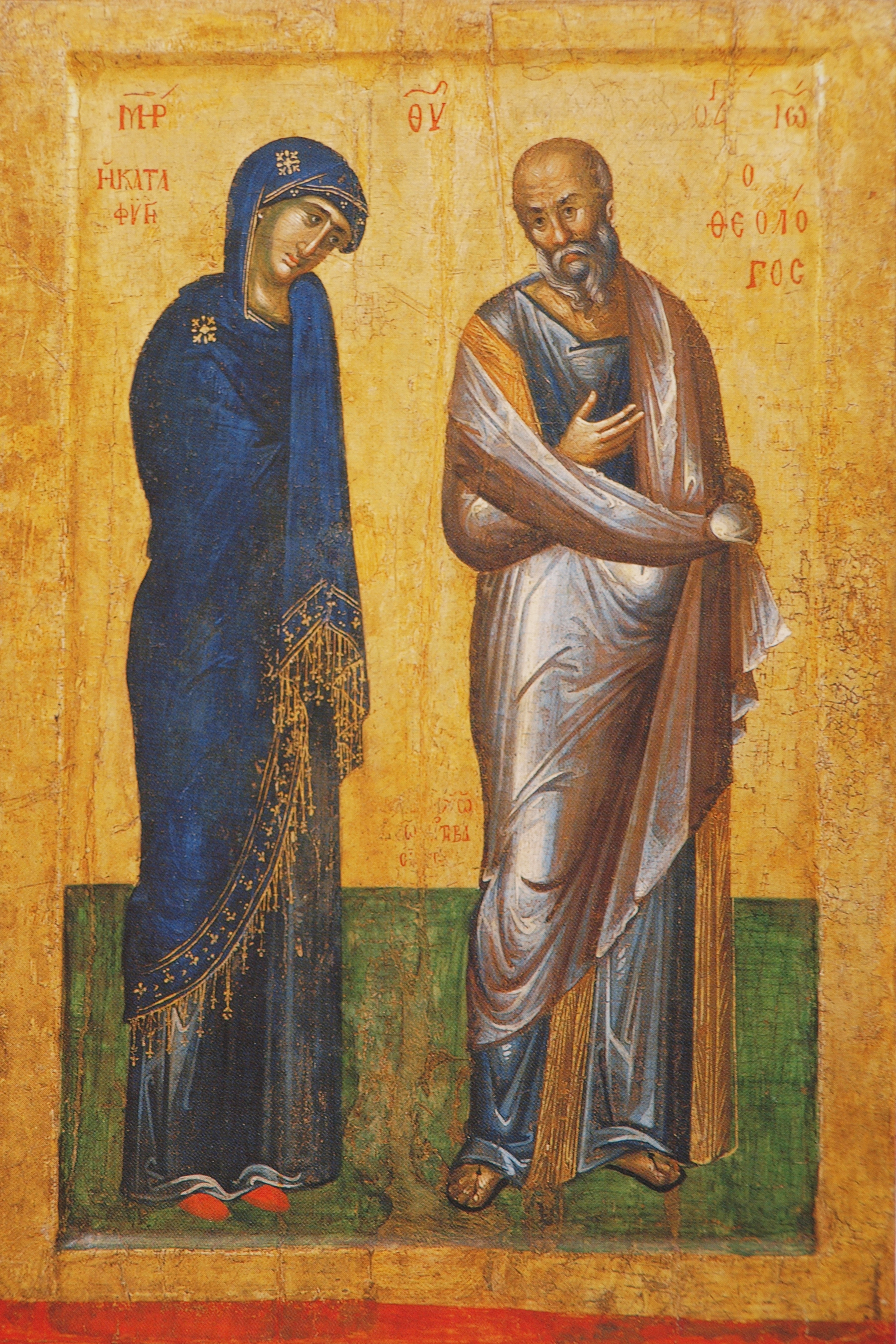
Vorderseite der Poganowo-Ikone: Gottesmutter Kataphyge mit dem Hl. Johannes, Thessaloniki, letztes Viertel des 14. Jahrhunderts

Die Poganowo-Ikone ist eine doppelseitige byzantinische Ikone, die wahrscheinlich im letzten Viertel des 14. Jahrhunderts in Thessaloniki gemalt wurde. Die großformatige Ikone mit den Abmessungen von 93 × 61 cm diente als Prozessionsikone. Auf der Vorderseite ist Maria Kataphyge und der Evangelist Johannes dargestellt, auf der Rückseite die Vision am Fluss Chebar, mit der das Buch Ezechiel beginnt. Sie ist aufgrund der seltenen Motivkombination, der Herkunftsgeschichte und künstlerischen Qualität eines der bedeutendsten erhaltenen Werke der so genannten Palaiologischen Renaissance. Die Identität der Stifterin der auf Goldgrund gemalten Ikone wird weiterhin diskutiert, aber vermutlich handelte es sich um die byzantinische Kaiserin Helena Dragaš.
Die Ikone befand sich bis 1919 im Kloster Poganovo und wurde nach der Übergabe der Region Zaribrod (heute Dimitrovgrad, siehe Ehemalige Bulgarische Westgebiete) an Jugoslawien in das Nationalmuseum (heute Institut für Archäologie mit Museum der Bulgarischen Akademie der Wissenschaften) in Sofia gebracht.

## Herkunft

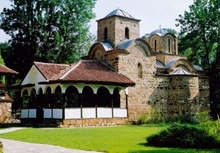
Das Kloster Poganovo

Aufgrund der Inschrift Auf Gott Christus vertrauende Basilissa auf der als Prozessionsikone gedachten großformatigen bilateralen Ikone, die sich zwischen den Figuren der Hl. Maria Kataphyge (das seltene Epithet bezeichnet Asylgebende) und Johannes findet, ist eine Stifterin, deren Identität nach wie vor diskutiert wird, anzunehmen. Ein hoher sozialer Rang ist durch die Qualität der Arbeit, sowie der Inschrift als Herrscherin (Kaiserin?) der Stifterin unmissverständlich eindeutig. Mehrheitlich wird vermutet, dass die Ikone dem Kirchen-Mausoleum der Aristokratin angedacht wurde. Drei Medaillons auf der Westfassade im Kloster Poganovo mit den Monogrammen Konstantin, Helena und dem Hl. Johannes waren häufige Namen der lokalen Aristokratie zwischen 1373 und 1395. Dadurch gibt es auch keine eindeutige Zuweisung und nach wie vor keinen Konsens über die letztliche Identität sowohl der Stifterin der Ikone wie auch des Klosters selbst. Überwiegend wird Kaiserin Helena Dragaš vermutet, die Frau von Manuel II. Palaiologos und Tochter von Konstantin Dragaš (auch Konstantin Dejan), einem regionalen Herrscher in Gebieten des heutigen Westbulgariens, Ostmakedoniens und Südostserbiens. Als weitere mutmaßliche Stifterinnen kommt aber auch Jelena (serbisch Helena), die Frau von König Jovan Uglješa, in Frage. Das Schicksal Jelenas und ihres Gemahls, sowie ihre Suche nach Asyl nach der Schlacht an der Mariza 1371, könnte dabei die Szenenwahl des Jüngsten Gerichts und der Erlösung erklären.
Als Herkunftsort der Ikone wurde lange Zeit Konstantinopel vermutet, was jedoch im Widerspruch zum angeblichen Verfall des konstantinopolitaner Kunstzentrums in der zweiten Hälfte des 14. Jahrhunderts steht. Naheliegender ist es, entweder ein Entstehungsort in Thessaloniki oder einem der Klöster des Athos zu vermuteten, da Übereinstimmungen der Ikonographie mit dem Mosaik des 5. Jahrhunderts in der Apsis der Kirche Hosios David im Latomos-Kloster in Thessaloniki, wie auch stilistischer Gemeinsamkeiten zu den Fresken im Pantokrator-Kloster auf dem Athos. Die Darstellung der Maria und des Johannes entspricht in Stil, Farbgebung und Schema der Kreuzigungsszene einer Thessaloniker Kreuzigungsikone der ersten Hälfte des 14. Jahrhunderts.

## Darstellung

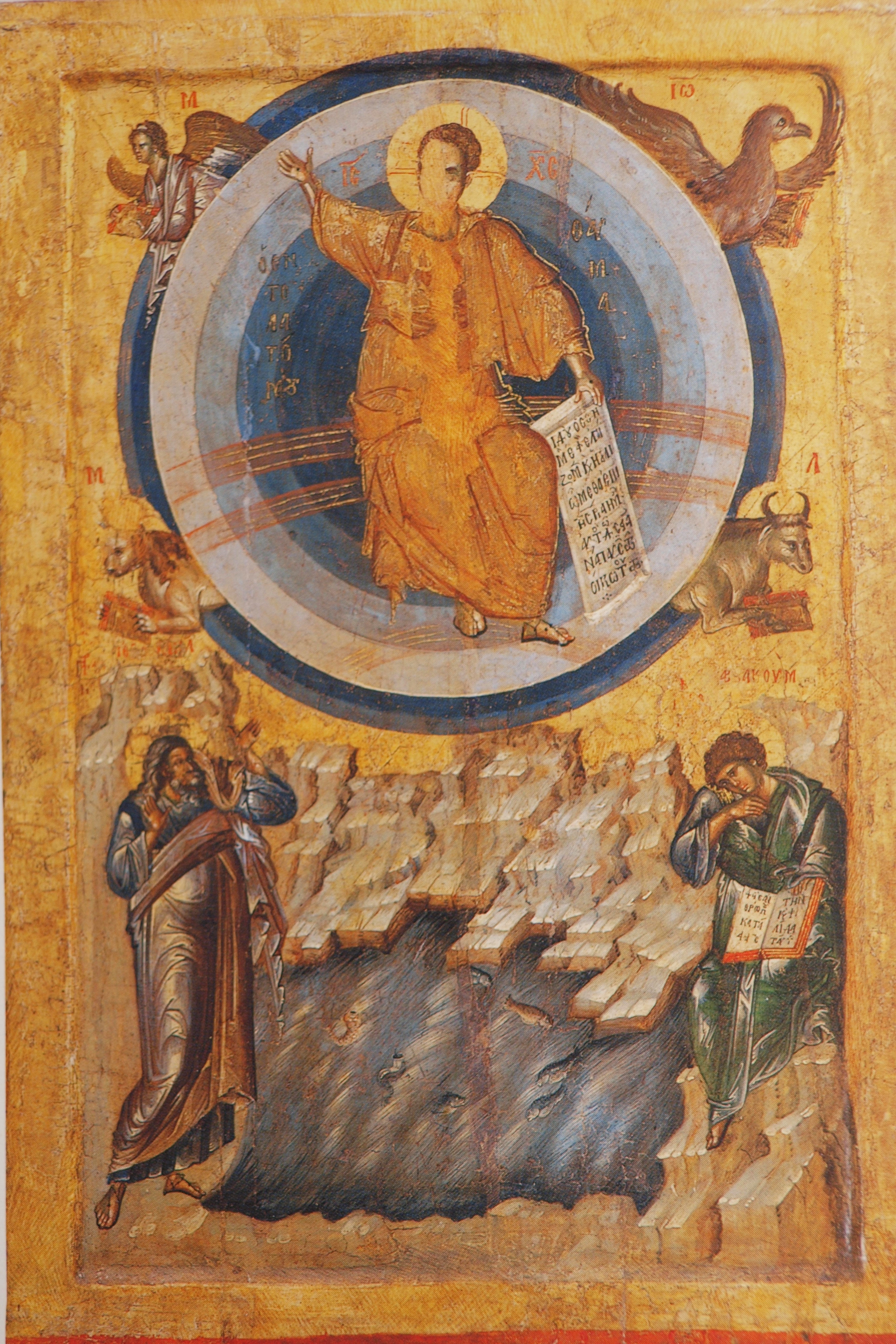
Rückseite der Poganowo-Ikone: Vision des Ezechiel, Thessaloniki, letztes Viertel des 14. Jahrhunderts

Die Ikone zeigt, in einer in der byzantinischen Kunst äußerst ungewöhnlichen Kombination, auf der Vorderseite die Muttergottes mit dem Evangelisten Johannes, die sich von einer Kreuzigungsdarstellung ableiten lässt, und auf der Rückseite die Vision des Ezechiel.
Die stilistische Qualität und farbliche Harmonie der durch den Goldhintergrund besonders kostbaren Ausführung sowie die Plastizität und Dreidimensionalität im Zusammenspiel der Landschaftsdarstellung und den Figuren sind als herausragend für die spätbyzantinische Kunst zu betrachten. Die übertrieben voluminösen Figuren sind typisch für den palaiologischen Stil, dabei bleibt jedoch die Harmonie erhalten.